# Xenopus amieti
Xenopus amieti es una especie de anfibio anuro de la familia Pipidae.

## Distribución geográfica
Esta especie es endémica del oeste de Camerún. Se encuentra entre los 1100 y 1900 metros sobre el nivel del mar en el monte Manengouba y en las mesetas de Bamileke y Bamenda.

## Etimología
Esta especie lleva el nombre en honor a Jean-Louis Amiet.

## Publicación original
- Kobel, Du Pasquier, Fischberg & Gloor, 1980 : Xenopus amieti sp. nov. (Anura: Pipidae) from the Cameroons, another case of tetraploidy. Revue Suisse de Zoologie, vol. 87, n.º 4, p. 919-926[4]